# Myrmecodia longissima
Myrmecodia longissima är en måreväxtart som beskrevs av Theodoric Valeton. Myrmecodia longissima ingår i släktet Myrmecodia och familjen måreväxter. Inga underarter finns listade i Catalogue of Life.